# Begoniaål
Begoniaål Aphelenchoides fragariae är en rundmaskart. Aphelenchoides fragariae ingår i släktet Aphelenchoides, och familjen Aphelenchoididae. Arten är reproducerande i Sverige.
Begoniaålen är 0,5 millimeter lång och förekommer som skadegörare på begonior, ormbunkar med mera och ger upphov till bruna blad på växterna.